# Institut national de technologie Motilal Nehru
L'Institut national de technologie Motilal Nehru (en hindi : मोतीलाल नेहरू राष्ट्रीय प्रौद्योगिकी संस्थान इलाहाबाद) ou MNNIT  est un institut national de technologie situé à Allahabad dans l'État de l'Uttar Pradesh.  

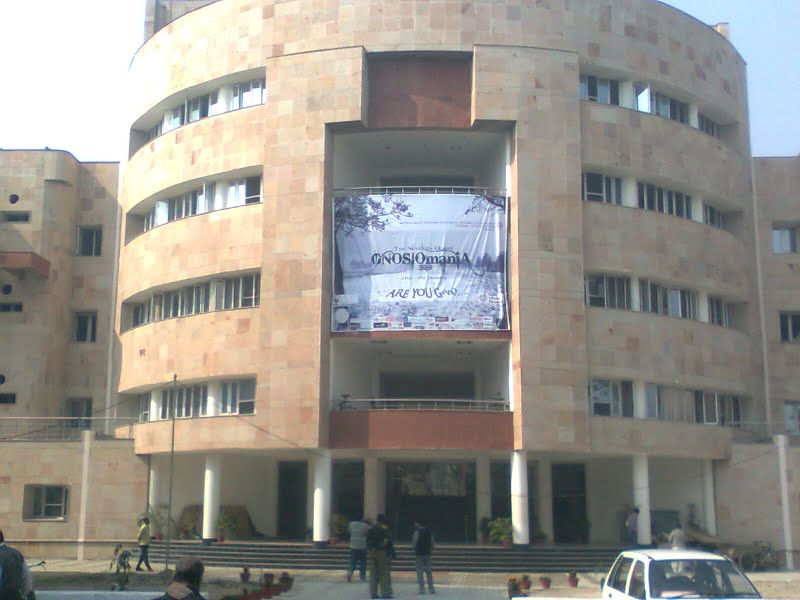
Le bâtiment principal.